# Suszkowice
Suszkowice [suʂkɔˈvit͡sɛ] (en alemán: Tschauschwitz) es un pueblo ubicado en el distrito administrativo de Gmina Otmuchów, dentro del Condado de Nysa, Voivodato de Opole, en el sur de Polonia occidental, cercano a la frontera checa. Se encuentra aproximadamente a 5 kilómetros al este de Otmuchów, a 8 kilómetros al oeste de Nysa, y a 54 kilómetros al suroeste de la capital regional Opole.
Antes de 1945, el área fue parte de Alemania.
El pueblo tiene una población de 180 habitantes.